# Louis de la Bruyère
Louis de la Bruyère (* um 1745; † 27. März 1796) war ein preußischer Landrat.

## Leben
Über die schulische Ausbildung des Louis de la Bruyère, der ein Sohn des Arztes Friedrich Adrian de la Bruyère (* um 1714 in Stargard; † 1770) war, ist nichts bekannt. In jungen Jahren trat er zunächst dem Dragoner-Regiment von Borcke bei. Nach 27 Dienstjahren wurde er zum Premier-Lieutenant befördert. 1785 wurde er in die Invalidenliste aufgenommen und er erhielt die Auszeichnung Capitain. Aufgrund seiner guten Führung beim Heer wurde er am 22. Februar 1786 mit Ordre zum Landrat des Kreises Marienwerder ernannt. Louis de la Bruyère starb am 27. März 1796 nach etwas mehr als 10 Jahren Amtszeit als Landrat in Marienwerder. Sein Nachfolger wurde Ludwig von Schleinitz.